# Lasius nearcticus
Lasius nearcticus es una especie de hormiga del género Lasius, tribu, Lasiini, orden Hymenoptera. Fue descrita por Wheeler en 1906.

## Distribución
Se distribuye por Canadá y Estados Unidos.

## Hábitat
Habita en la hojarasca, en hojas y ramas, madera podrida, nidos, montículos y debajo de piedras y rocas. Se ha encontrado a elevaciones de 65-2320 metros.